# خيرسونيسوس (إراكليون)
خيرسونيسوس (Χερσόνησος) هي مدينة تقع في وسط جزيرة كريت في اليونان. تبعد المدينة حوالي 25 كيلومترًا شرق كاندية وغرب آغيوس نيكولاوس. وهي جزء من الوحدة الإقليمية في هيراكليون. مقر الحكومة المحلية هو قرية جورنز. 
يبلغ عدد سكانها حوالي 1428 نسمة.

## التاريخ
كانت مدينة خيرسونيسوس القديمة مهمة في مقاطعة كريت وبرقة الرومانية وأصبحن أسقفية مسيحية، وهي أسقفية تابعة لأسقفية غورتينا.
يظهر أسماء بعض أساقفتها في الوثائق الموجودة: شارك أنديريوس في مجمع أفسس عام 431؛ لونجينوس في مجمع أفسس الثاني عام 449؛ كان يوفراتس أحد الموقعين على الرسالة التي أرسلها أساقفة المقاطعة إلى الإمبراطور ليو الأول التراقي عام 458 بعد مقتل بروتيريوس الإسكندري. حضر سيسينيوس في مجلس ترولان عام 692؛ وسيسينيوس آخر في مجمع نيقية الثاني عام 787. 